# Landkapitel Roßdorf
Das Landkapitel Roßdorf (auch: Ruralkapitel Roßdorf) war eine vorreformatorische kirchliche Verwaltungseinheit der mittleren Ebene im Erzbistum Mainz. Es hatte seinen Sitz in dem namengebenden Roßdorf, heute ein Stadtteil von Bruchköbel. 

## Organisation

### Übergeordnete Stellen
Das Landkapitel Roßdorf, dem ein Erzpriester vorstand, unterstand dem Archidiakonat von St. Maria ad Gradus in Mainz und damit dem Erzbischof von Mainz. 

### Nachgeordnete Einrichtungen
Zum Landkapitel Roßdorf gehörten die Kirchengemeinden und Kapellen von Aufenau, Bischofsheim, Bruchköbel, Dörnigheim, Eichen, Gelnhausen, Niedergründau, Hirzbach, Hochstadt, Kesselstadt, Kilianstädten, Langendiebach, Marköbel, Mittelbuchen, Niederissigheim, Oberdorfelden, Oberissigheim, Orb, Ostheim, Roßdorf, Rückingen, Rüdigheim, Steinau an der Straße, Udenhain, Wachenbuchen, Wächtersbach, Windecken und das Kloster Himmelau in Gelnhausen.

## Geschichte
Wann das Landkapitel Roßdorf eingerichtet wurde, ist nicht bekannt. 1212 nimmt es seinen Sitz in Roßdorf. Mit der Reformation ging ein großer Teil des Zuständigkeitsgebietes, soweit er in der Grafschaft Hanau-Münzenberg lag, einschließlich des Sitzortes, Roßdorf, verloren. Hier organisierte das Konsistorium in Hanau als Nachfolgeeinrichtung für die in der Grafschaft liegenden Gemeinden die „Klasse Windecken“, das Dekanat Windecken.